# 奥斯卡·马西亚斯
奥斯卡·马西亚斯（西班牙語：Oscar Macías，1969年2月1日—），古巴棒球运动员。他曾代表古巴国家队参加2000年夏季奥林匹克运动会棒球比赛，结果队伍获得一枚银牌。